# Phanerophlebia nobilis
Phanerophlebia nobilis är en träjonväxtart som först beskrevs av Diederich Franz Leonhard von Schlechtendal och Cham., och fick sitt nu gällande namn av Karel Presl. Phanerophlebia nobilis ingår i släktet Phanerophlebia och familjen Dryopteridaceae. Inga underarter finns listade.